# Upton (Kentucky)
Upton is een plaats (city) in de Amerikaanse staat Kentucky, en valt bestuurlijk gezien onder Hardin County en Larue County.

## Demografie
Bij de volkstelling in 2000 werd het aantal inwoners vastgesteld op 654.
In 2006 is het aantal inwoners door het United States Census Bureau geschat op 625, een daling van 29 (-4,4%).

## Geografie
Volgens het United States Census Bureau beslaat de plaats een oppervlakte van
4,0 km², geheel bestaande uit land. Upton ligt op ongeveer 221 m boven zeeniveau.

## Plaatsen in de nabije omgeving
De onderstaande figuur toont nabijgelegen plaatsen in een straal van 28 km rond Upton.